# سیارک ۲۲۵۶۳
سیارک ۲۲۵۶۳ (به انگلیسی: 22563 Xinwang، نامگذاری:1998HQ19) بیست و دو هزار و پانصد و شصت و سومین سیارک کشف شده‌است که در ۱۸ آوریل ۱۹۹۸ کشف شد.
قدر مطلق سیارک برابر ۱۵.۵ است.